# زهدي قادري
زهدي قادري (1972-) هو فنان تشكيلي فلسطيني، وُلِدَ في نحف في الجليل الغربي. بدأ دراسة الفن عام 1995 في جامعة كوبان، وأنتقل لدراسة الفنون في جامعة سانت بطرسبرغ حيث نال درجة الماجستير في الرسم الجداري عام 1997. عمل كفنان حر في سانت بطرسبرغ لعدة سنوات ثم عاد إلى فلسطين في عام 2004. صدر عنه كتاب للمؤلف إسماعيل الناشف بعنوان في التجريد الفلسطيني: زهدي قادري واللحن الهندسي للحداثة المتأخرة.

## أسلوبه الفني
يُرتبط عمل قدري مباشرة بالتاريخ الفلسطيني ويُدرج القضايا الاجتماعية والتاريخية للفلسطينيين، متحرراً من الأنماط التقليدية عبر إستخدامه الرسم الحديث والبسيط من خلال دمج التجربة الفلسطينية مع التراث الفني الروسي. في العام 2003 بدأ مشروعه الفني نحو اسلوب التصوير التجريدي، الذي يتساءل من خلاله عن جماليات الفن في السياق الفلسطيني تحت الاستعمار، وكيف يمكن للفن أن يصبح ذات معنى إجتماعي يحافظ على الهوية الوطنية التي تأسست على فكرة الماساة والنكبة.

## مواضيعه الفنية
في أعماله الأولى بين الاعوام (1996-2003) موضوعه هو الوطن، وهذا يتضح في لوحة "نحف" (1999)، مشهد منازل نحف من خارج القرية على مسافة من سفوح التلال، ونرى منازل صغيرة ومئذنة المسجد التي تبدو وكأنها تمثل الحنين إلى الماضي. وله سلسلة رسومات عن اشجار الزيتون بين عامي 2002 و2003. في هذه السلسلة، انتقل من تمثيل شجرة واحدة إلى عدد من الأشجار، واعتُمِدت التقنية الثلاثية الأبعاد في هذه السلسلة على شكل شبكة مربعة. ثم أنتقل في مواضيع أعماله بعد العام 2002 إلى الاسلوب التجريدي. في السنوات الأخيرة اتخذ قدري الأشكال الهندسية كلغة فنية له لا تمثل الواقع بل تهدف إلى تقديم منطق التكوين، ماديًا وشكليًا.

## معارضه
أقام أول معرض له في سانت بطرسبورغ في العام 2002، وفي المركز الثقافي الروسي في يافا عام 2009، ومعرض في التجريد في إم الفحم عام 2014، ومعرض تفكيك الشكل في جاليري الزاوية في رام الله عام 2017.
شارك في مجموعة من المعارض الجماعية منها: معرض بيت بيوت في بيت لحم عام 2018، ومعرض ذاكرة الهجرة في إم الفحم عام 2012، ومعرض جواز سفر في دارة الفنون في الاردن عام 2008، من الطليعة إلى يومنا هذا مع إتحاد فناني سانت بطرسبورغ عام 2003.